# 럭키 이시보르
앤서니 조셉 "럭키" 이시보르(영어: Anthony Joseph "Lucky" Isibor 1977년 1월 1일 ~ )는 나이지리아의 은퇴한 축구 선수로, 포지션은 스트라이커이다.
K리그 2000 시즌에 수원 삼성 블루윙즈 소속으로 활약한 바 있으며, 당시 등록명은 루키였다.